# Červnové demonstrace (Jugoslávie)
Demonstrace, které se v Jugoslávii odehrály během měsíce června v roce 1993, patřily k těm větším lidovým protestům proti nacionalistickému režimu Slobodana Miloševiće a jeho straně. Policejní zásahy proti demonstracím a mučení odpůrců režimu, hlavně pak Vuka a Danice Draškovićových, vedlo k velké pozornosti v zahraničí, například v západní Evropě, a dalšímu odsouzení režimu Slobodana Miloševiće.

## Předehra
Svazová skupština republiky Jugoslávie se dne 1. června 1993 zabývala úkoly tehdejšího prezidenta Dobrici Ćosiće, a to na návrh Srbské radikální strany. Hlasování bylo tajné. Důvodem bylo údajné porušování ústavy SRJ.
Během zasedání Skupštiny došlo k incidentu, který se odehrál v hale budovy parlamentu. Poslanec SRS za Niš Branislav Vakić napadl místopředsedu opozičního SPO, Mihaila Markoviće. Vakić byl Vojislavem Šešeljem, předsedou Srbské radikální strany, dříve jmenován za četnického vojvodu.

## Protesty
Během odpoledne se přes tisíc lidí, hlavně sympatizantů opozičního SPO, shromáždilo před budovou Svazové skupštiny v centru Bělehradu aby s touto událostí vyjádřili svoji nespokojenost. Hlavním heslem shromáždění bylo motto "stop fašizmu". Přestože shromáždění začalo pokojně, postupně přerostlo v ozbrojené střety mezi demonstranty a policií. Během střetů zemřel policista Milorad Nikolić a zraněno bylo dalších 32 osob.
Po intervenci mezinárodních organizací, protestech veřejnosti a nátlaku ze zahraničí se tehdejší prezident Slobodan Milošević rozhodl Vuka i Danicu Draškovićovy omilostnit.